# 기요타케 고키
기요타케 고키(일본어: 清武 功暉, 1991년 3월 20일 ~ )는 일본의 축구 선수이다.

## 구단 경력
그는 2012년부터 2023년까지 J리그의 사간 도스, 로아소 구마모토, 제프 유나이티드 지바, 도쿠시마 보르티스, FC 류큐에서 활동하였다.